# Рыжак, Михаил Михайлович
Михаи́л Миха́йлович Рыжа́к (10 марта 1927, Харьков — 25 марта 2003, Москва) — советский ватерполист, вратарь, бронзовый призёр Олимпийских игр. Заслуженный мастер спорта России, заслуженный тренер СССР.

## Образование
В 1952 году окончил ГЦОЛИФК.

## Карьера
На Олимпийских играх 1956 года в составе сборной СССР выиграл бронзовую медаль. На турнире Рыжак провёл 1 матч.
В составе сборной РСФСР стал победителем Спартакиад 1956 и 1959 годов.
Чемпион СССР 1955, 1957, 1958 и 1959 годов.
В 1944—1949 годах выступал за тбилисское «Динамо», затем с 1950 по 1959 за московское. С 1960 по 1964 играл за команду «Труд» из Московской области.
Умер в 2003 году. Похоронен на Востряковском кладбище.